# Paleolimnologia
La Paleolimnologia è la scienza che studia e interpreta le condizioni limnologiche passate i suoi cambiamenti e le possibili cause.
La si può definire come una branca della limnologia e della paleontologia.
Lo svolgimento pratico del lavoro del paleolimnologo consiste nel carotare il terreno di un lago è studiarne le proprietà chimico-fisiche per poter teorizzare, conoscere e ricostruire la sua storia.